# Там, где живут чудовища (книга)
«Там, где живут чудовища» — детская книжка с картинками американского писателя и художника Мориса Сендака. Вышла в 1963 году в издательстве «Harper & Row», вскоре став классикой современной детской литературы США.
Книга входит в число самых продаваемых в мире (более 19 млн копий по состоянию на 2008 год), она переведена на множество языков. По ней снят мультфильм, поставлена опера, а в 2009 году выпущен полнометражный фильм, имевший большой успех.
В русском переводе книга вышла в конце 2014 года, уже после смерти автора и спустя более чем полвека после её оригинальной публикации.

## История
«Чудовища» стали первой авторской книгой Сендака, который до этого иллюстрировал других писателей.
Работу над книгой Сендак начал в 1955 году, за восемь лет до её выхода в свет. при этом в черновой версии книги вместо чудовищ фигурировали лошади, и предполагаемым названием было «Там, где живут лошади» (Where the Wild Horses Are). Однако издатель предложил Сендаку изменить этих персонажей на какие-нибудь другие «существа», поскольку оказалось, что у художника не получается рисовать лошадей. Размышляя над тем, как могли бы выглядеть существа, Сендак вспомнил свои детские впечатления о многочисленных дядюшках и тётушках, которые надоедали ему во время визитов к ним домой и говорили: «Ты такой милый, что я тебя сейчас съем!». Позже, когда Сендак работал с композитором Оливером Нассеном над оперой по мотивам книги, он дал чудовищам имена своих родственников (Циппи, Мойше, Аарон, Эмиль и Бернард).
Первое время после публикации книгу не допускали в библиотеки и давали ей отрицательные отзывы, прежде всего из-за явного изображения ссоры Макса с матерью, что не было принято в детской литературе того времени. Прошло около двух лет, пока библиотекари и учителя в полной мере осознали, что дети стремятся прочитать эту книгу и постоянно спрашивают её; вскоре и рецензии на книгу стали более одобрительными. Кроме того, в 1964 году книге была присуждена Медаль Калдекотта за лучшую книжку с картинками.

## Сюжет
Главный герой книги — мальчик по имени Макс, который играет дома, нарядившись волком. После нескольких хулиганских выходок мама называет его «чудовищем» (Wild Thing), а он говорит ей на это: «Я тебя съем!» Тогда мама отправляет его спать без ужина. В своей комнате Макс представляет себе, что вокруг него находится дремучий лес. Затем он плывёт по морю на корабле и оказывается в Стране Чудовищ. Чудовища, населяющие страну, имеют устрашающий вид (огромного размера, с клыками и рогами), однако Макс покоряет их, так как может «смотреть в их жёлтые глаза, ни разу не моргнув». Он становится королём над всеми чудовищами и приказывает им устроить дикие пляски, в которых участвует и сам. Однако вскоре ему это надоедает, и теперь уже он отправляет чудовищ спать без ужина. Максу становится одиноко и он возвращается на корабле обратно, хотя чудовища просят его остаться и кричат: «Мы тебя съедим, мы так тебя любим!». Оказавшись в своей комнате, Макс обнаруживает на столе ещё горячий ужин.

## Художественные особенности
Текст книги невелик по объёму, всего в ней (в английском оригинале) 338 слов. В процессе работы Сендак даже чуть сократил первоначальный текст, поскольку хотел, чтобы история в большей степени передавалась через изображение.
В творчестве Сендака критики находят влияние поэзии Уильяма Блейка; в частности, знаменитый образ блейковских тигров можно сопоставить с чудовищами у Сендака.

## Экранизации и постановки
В 1973 году режиссёр Джин Дейч снял по книге короткометражный анимационный фильм, в котором изображение было построено на основе оригинальных иллюстраций Сендака, текст книги был прочитан Алленом Свифтом, а саундтрек в стиле конкретной музыки был сочинён самим Дейчем. В 1988 году была выпущена другая версия мультфильма с новой музыкой и закадровым текстом в исполнении Питера Шикеле.
Во второй половине 1970-х годов Сендак написал по книге либретто для одноимённой оперы, музыку к которому сочинил композитор Оливер Нассен. Частично опера была показана в 1980 году в Брюсселе, а в 1984 году в Лондоне состоялось первое полное представление. Затем опера была показана в США — в Сент-Поле в 1985 году и в Нью-Йорке в 1987 году. Сендак также разработал костюмы и декорации, причём после показа оперы он получил приглашение от Хьюстон-Гранд-Опера создать декорации и костюмы для постановки «Волшебной флейты» Моцарта. Позже, в 1997 году, по либретто Сендака была поставлена и балетная версия «Чудовищ».
Ещё в 1983 году студия Уолта Диснея проводила пробные разработки компьютерных спецэффектов для возможной экранизации книги. Съёмки фильма сильно затянулись и со временем его концепция сильно изменилась. Полнометражный фильм по книге был поставлен Спайком Джонзом и вышел 16 октября 2009 года. Авторами сценария стали Джонз и Дэйв Эджерс, а Сендак выступил в роли одного из продюсеров. В 2009 году была опубликована и новеллизация фильма, сделанная Дэйвом Эджерсом. В том же году вышла видеоигра Where the Wild Things Are по мотивам фильма.

## Переводы
На русском языке перевод текста книги печатался в журнале «Весёлые картинки» в 1988 году (с одной иллюстрацией на развороте и без указания имени переводчика).
В 1989 году перевод Энна Соосаара на эстонский язык издавался в Таллине отдельной книгой с оригинальными иллюстрациями.
Название книги Сендака в русскоязычных источниках передавалось не только как «Там, где живут чудовища», но и по-другому: «Там, где чудища живут» и даже «Где живут дикие парни». Журнальный перевод 1988 года имеет название «В гостях у Настоящих Чудовищ», а на задней странице обложки эстонского перевода 1989 года название по-русски было указано как «Там, где лешие живут».
В конце 2014 года книга была опубликована издательством «Розовый жираф» в русском переводе Евгении Канищевой. Название книги было передано в устоявшемся варианте «Там, где живут чудовища», хотя сами чудовища в тексте переведены как Страхобразы.

## Упоминания в массовой культуре
В эпизоде «The Girl Who Slept Too Little» 17-го сезона анимационного сериала «Симпсоны» книга упоминается под названием «Земля диких зверей» (The Land of Wild Beasts).
Американская метал-группа Metallica по мотивам книги написала песню «Where The Wild Things Are» из альбома ReLoad.

## Значимые публичные исполнения
28 марта 2016 года президент США Барак Обама и его супруга Мишель прочли вслух книгу Сендака во время пасхальных празднеств на лужайке перед Белым Домом, пригласив всех желающих присоединиться к ним в изображении событий, описываемых в произведении.